# Meeting Point di Firenze Nord

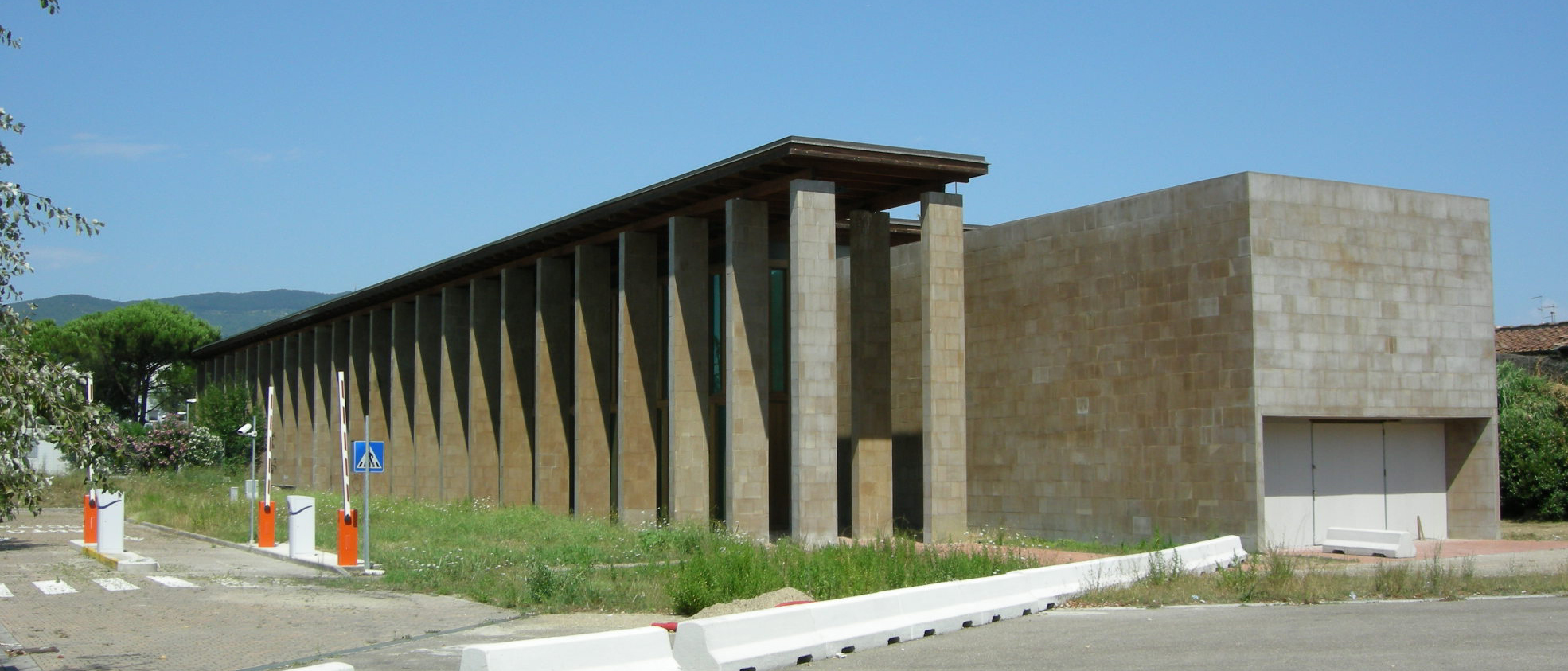
Meeting Point

Il Meeting Point di Firenze Nord è un centro polifunzionale di Firenze situato in via Palagio degli Spini, poco distante dall'Aeroporto di Peretola, dal termine dell'Autostrada A11 e dall'imbocco di Firenze Nord del viadotto dell'Indiano.

## Storia
Il Meeting Point di Firenze Nord è sorto nell'ambito degli interventi previsti per il grande Giubileo del 2000. Si tratta di un edificio destinato ad attività di incontro, conferenze, uffici temporanei, sale riunioni, servizi di segreteria e dotato delle relative strutture di accoglienza e ristoro.
L'intervento comprendente anche la sistemazione del verde dell'intera area ed un parcheggio attrezzato è stato commissionato nel 1998, dal Comune di Firenze e dalla società Autostrade S.p.A., al gruppo di progettisti costituito dagli architetti Fabrizio Rossi Prodi, Francesco Re e dall'ingegnere Fabio Terrosi in collaborazione con gli architetti Alfonso Stocchetti, Giacomo Pirazzoli, Marco Zucconi e Riccardo Gaggi. I lavori hanno avuto inizio nel 1999 e sono stati ultimati l'anno seguente. Nonostante la recente edificazione l'edificio è già in stato di semiabbandono (2008).

## Architettura

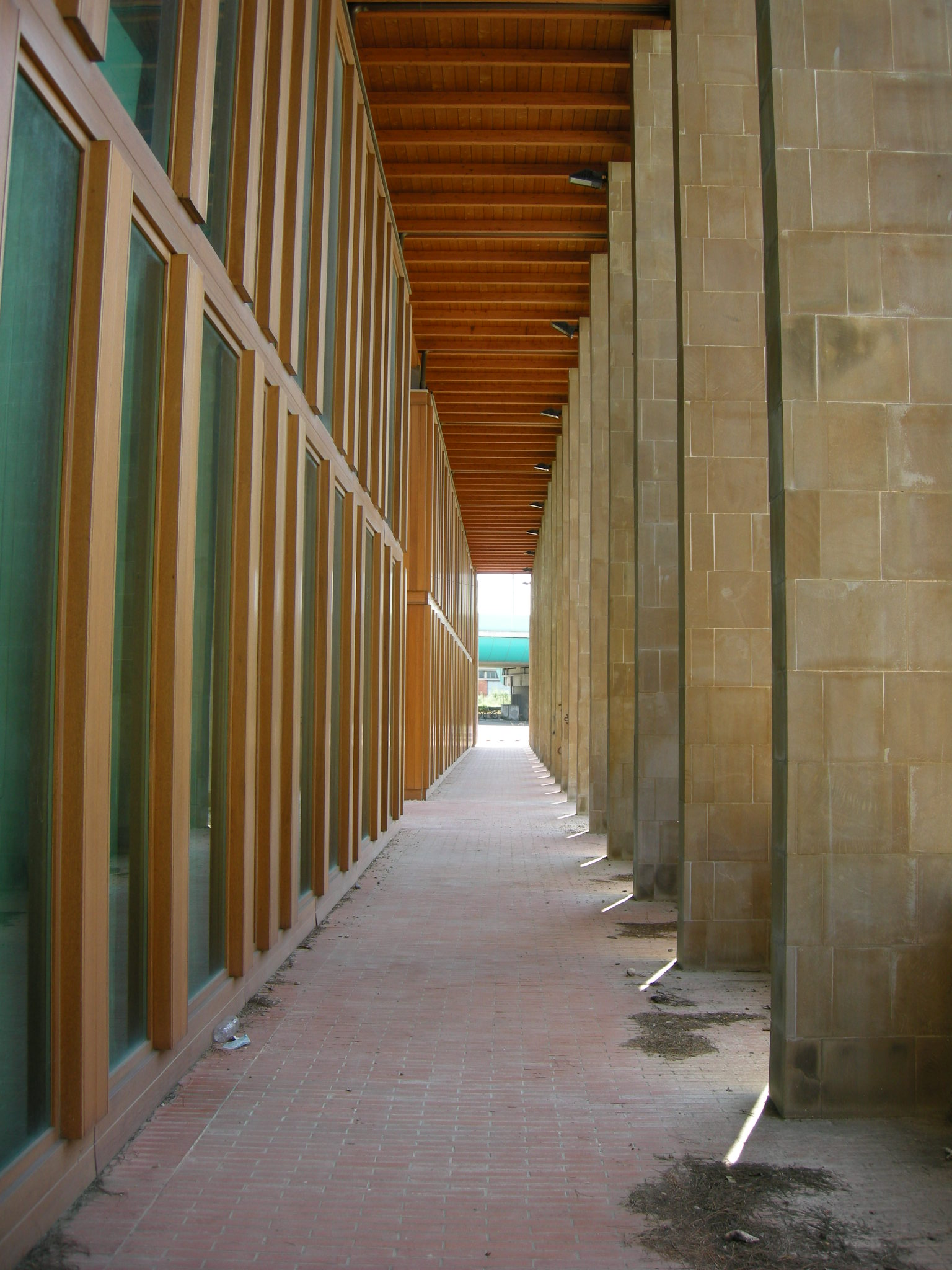
Loggiato

La struttura si articola in tre corpi indipendenti, ma collegati fra loro, flessibili nell'uso. Due blocchi a prevalente sviluppo longitudinale inglobati sotto la medesima falda di copertura sono affiancati da un percorso porticato a doppio volume che funge anche da percorso di collegamento pubblico tra la futura fermata della tramvia, il Checkpoint dei bus turistici e delle autolinee extraurbane, il parcheggio autovetture, e attraverso un sottopassaggio pedonale, fino all'aeroporto venendo a costituire una vera spina dei rapporti intermodali di questa area.
L'edificio si sviluppa su due livelli, il piano terreno copre circa 800 m², il piano primo circa 650 m². I collegamenti verticali sono assicurati da tre gruppi scala in ferro e legno e due ascensori. Il piano interrato, di 450 m² circa, è destinato ad ospitare i volumi tecnici, i vani di servizio e i magazzini di deposito.
L'edificio è realizzato con struttura in cemento armato e muratura in laterizio a cassa vuota con rivestimento esterno in lastre di pietraforte di 3 cm di spessore murate a collante con zanche di ritegno superiori poste in opera a filari a correre di 38 cm con pezzature da 20, 40 e 65 cm. Le cimase sono della stessa pietraforte. I pannelli di rivestimento dei fronti corti e gli infissi del ponte sono pure in legno Doussier Africa con vetrocamera.
La copertura piana è in legno lamellare abete trattato con macchiatura simile al Doussier e pannelli rivestiti in rame. Il lucernario sopra il bar è costituito da travi in legno lamellare con soprastante ossatura in profilati di alluminio a taglio termico e tamponamento in vetrocamera. Il ponte a struttura in acciaio posto in posizione centrale a collegamento dei due blocchi, contiene l'ingresso principale.
Completano l'intervento la realizzazione di un parcheggio per 389 posti autovetture, realizzato in materiali filtranti, dotato di alberature, che integra quello già esistente sul lato opposto dell'ingresso della A11 ed una stazione per le autolinee extraurbane. Le fasce perimetrali dell'area sono sistemate a verde, prevedendo una piantumazione di essenze più copiosa in fregio all'autostrada.
L'area situata in adiacenza alla rete ferroviaria e alla linea della tramvia veloce consentirà di sviluppare in tempi successivi la vocazione scambiatrice del parcheggio stesso, facendolo diventare un'area intermodale, in grado di immettere turisti e visitatori su ferro, permettendo di lasciare il mezzo di trasporto privato per proseguire su mezzo pubblico.